# Une jeune fille qui va bien
Une fille qui va bien je francouzský hraný film z roku 2021, který režírovala Sandrine Kiberlain podle vlastního scénáře. Film byl uveden na filmovém festivalu v Cannes v sekci Semaine de la critique dne 8. července 2021.

## Děj
Léto roku 1942 v okupované Paříži. 19letá Irène je francouzská Židovka. Je nadšená pro divadlo a touží stát se herečkou. Irène zkouší Marivauxovu hru L'Épreuve, aby se připravila na přijímací zkoušky na konzervatoř.

## Obsazení
| Rebecca Marder    | Irène                    |
| André Marcon      | André, otec              |
| Anthony Bajon     | Igor, bratr              |
| Françoise Widhoff | Marceline, babička       |
| India Hair        | Viviane, kamarádka Irène |
| Florence Viala    | Josiane, sousedka        |
| Ben Attal         | Jo                       |
| Cyril Metzger     | Jacques                  |
| Jean Chevalier    | Gilbert                  |

## Ocenění
- Filmový festival Cabourg: Zlatá labuť pro nadějnou herečku (Rebecca Marder)
- César: nominace v kategorii nejslibnější herečka (Rebecca Marder)